# 西南银莲花
西南银莲花（学名：Anemone davidii），为毛茛科银莲花属下的一个植物种。